# Мухаммед Саліх Деррет
Мухаммед Саліх Деррет (д/н— 1804) — 5-й колак (правитель) султанату Вадаї в 1795—1804 роках.

## Життєпис
Походив з династії Аль-Абассі. Син колака мухаммеда Явди. 1795 року успадкував трон. Згідко свідчень йогос учасників був слабким та нездарним правителем. Відмовився від агресивної зовнішньої політики, послабив владу над підлеглими племенами.
1804 року внаслідок змови був повалений старшим сином Сабуном. Невдовзі страчений або вбитий.